# 서산개척단
"서산개척단"(Land of Sorrow)은 한국에서 제작된 이조훈 감독의 2018년 다큐멘터리 영화이다. 정영철 등이 주연으로 출연하였다.

## 출연

### 주연
- 정영철
- 하용복
- 윤기숙
- 정화자
- 이상범
- 손연복

## 기타
- 프로듀서: 이조훈
- 연출부: 이명철
- 연출부: 심재엽
- 연출부: 유민식
- 연출부: 박진규
- 음향편집: 표용수
- 음향편집: 최지영
- 사운드디자인: 표용수
- 사운드디자인: 최지영
- 작곡: 이재진
- 작곡: 백승범
- 작곡: 김영민
- 작곡: 임미례
- 작곡: 조은영
- 시각효과: 김형남
- 시각효과: 신지용
- 시각효과: 이용협
- 타이틀: 김주홍
- 광고디자인: 최지웅
- 광고디자인: 박동우
- 광고디자인: 이동형
- 촬영지원: 김유리
- 촬영지원: 황슬기
- 촬영지원: 양승훈
- 항공촬영: 김주영
- 항공촬영: 박민수
- 디지털색보정: 신임호
- 법률자문: 김용
- 법률자문: 임신원
- 자료조사: 김혜정
- 자료조사: 최소영
- 자료조사: 김은희
- 자료조사: 조사라
- 배급총괄: 고영재
- 재무책임: 김형동
- 국내배급책임: 송성호
- 마케팅홍보: 조계영
- 마케팅홍보: 김근홍
- 마케팅홍보: 최보경
- 온라인마케팅: 송수연
- 온라인마케팅: 곽성은
- 온라인마케팅: 이유진
- 온라인마케팅: 김하늘
- 온라인마케팅: 최주영
- 온라인마케팅: 김혜지
- 포스터사진: 황인철
- 예고편: 최진재
- 인쇄: 최용준
- 기획 취재: 이주연
- 기획 취재: 조혜지
- 기획 취재: 김성욱
- 기획 취재: 유성애
- 기획 취재: 남소연
- 기획 취재: 박수원
- 기획 취재: 박혜경
- 기획 취재: 김지현
- 기획 취재: 이정환
- 연극: 정승현
- 연극: 이흥근
- 연극: 홍지혁
- 연극: 김혜지
- 연극: 노명준
- 연극: 김동욱
- 연극: 양어진
- 연극: 한주하
- 연극: 지성근
- 연극: 김연재
- 연극: 서광일
- 연극: 박지호
- 연극: 박소아
- 연극: 지성훈
- 연극: 현대철
- 연극: 임형택
- 연극: 최순영
- 연극: 박상훈
- 연극: 손성현
- 연극: 이승현
- 연극: 이규동
- 연극: 김성준

## 같이 보기
- 대한청소년개척단